# Nemylas
Nemylas (někdy označován jako "Nemyla") je řeka v Litvě, v Žemaitsku, v okrese Šilalė. Je 12,4 km dlouhá. Pramení u vsi Indija, 5 km na jihojihovýchod od města Šilalė, při silnici č. 164 Šilalė - Tauragė. Klikatí se v celkovém směru západním. Do řeky Jūra se vlévá v Pajūrisu jako její levý přítok 104,0 km od jejího ústí do Němenu.

## Přítoky

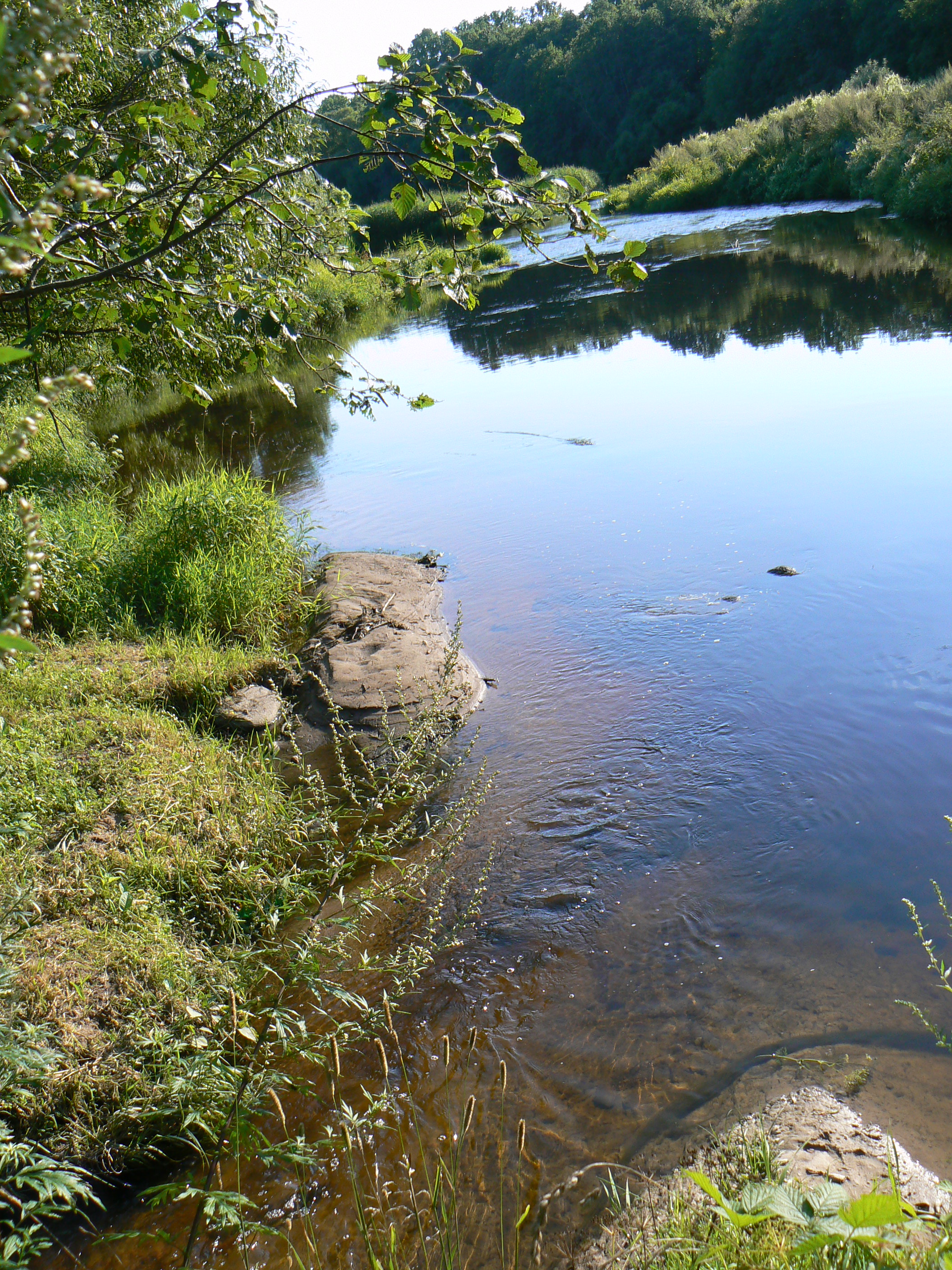
Soutok Nemylu s Jūrou

- Levé: Juodšaka (vlévá se 5,2 km od jeho ústí, délka 2,4 km, plocha povodí 5,0 km²)

## Minulost
Nemylas (Namile) je zmiňován ve 14. století v popisech výprav křižáků.